# Jan Antiochijczyk
Jan Antiochijczyk (gr.: Ιωάννης Αντιοχεύς, Joánnes Antiocheús) – kronikarz bizantyński z VII wieku. Autor, w większości zaginionej, Kroniki świata, doprowadzonej do 610 roku.

## Osoba
Jan na co wskazuje jego przydomek pochodził z syryjskiej Antiochii. Działał w I połowie VII wieku w środowisku literackim syropalestyńskim. Bywa identyfikowany z monofizyckim patriarchą antiocheńskim Janem (631-649).

## Dzieło
Jan Antiochijczyk podjął się próby ulepszenia Kroniki Jana Malalasa. Pomiędzy 610 a 631 rokiem napisał zachowaną we fragmentach Kronikę świata (Historía chroniké), u Konstantyna Porfirogenety w Excerpta de insidiis i w excerpta de virtutibus zwana też Historią (Historía), a w rękopisach Archeologią (Archajología) i Wykładem o czasie i stworzeniu świata (Ékthesis perí chrònon ktíseos kòsmu).
Kronika Jana Antiochijczyka obejmowała okres dziejów od stworzenia świata do śmierci cesarza Fokasa (610 rok) i opisywała historię ludów orientalnych, narodu żydowskiego, starożytnych Greków i Rzymian, ze szczególnym uwzględnieniem panowania cesarzy rzymskich. O ile można sądzić z fragmentów, było to dzieło wyższej próby niż Kronika Malalasa, na której zresztą Antiochijczyk wyraźnie się oparł. Przezwyciężył cechujący Malalasa partykularyzm, każący mu widzieć w rodzimej Antiochii centrum ówczesnego świata. Rzetelniej cytował wspólne im źródła. W późniejszym okresie ich prace mylono do tego stopnia, że w różnych utworach, te same fragmenty są cytowane raz pod imieniem Antiochijczyka, raz Malalasa. Dodatkową wartość Kroniki Antiochijczyka stanowi fakt, że w swojej pracy wykorzystał zaginione obecnie pisma Eunapiusza, Zosimosa, Sokratesa, Priskosa, i tzw. Annały konstantynopolitańskie. Wartość historyczną mają zachowane fragmenty dotyczące Attyli, Italii u schyłku IV wieku, Bułgarach w V stuleciu, powstania Witaliana w 514/515 roku, najazdu Sabirów na Pont w 516 roku.

## Zachowane teksty
Analiza historyczna i filologiczna zachowanych fragmentów należących do spuścizny po Antiochijczyku doprowadziła badaczy do wyróżnienia dwóch grup tekstów. Pierwsza pochodzi ze wspomnianych ekscerptów Konstantyna Porfirogenety i została nazwana konstantyńską. Zawiera głównie wiadomości o republice rzymskiej i Cesarstwie do czasów Justyniana I. Korzystająca z pragmatycznej metody historiografii hellenistycznej, została napisana dobrą grecką koine. Tekst, z którego pochodzą wchodzące w jej skład urywki, powstał najprawdopodobniej na przełomie XI/X wieku. Korzystali z niej w swych dziełach autorzy Księgi Suda, Jerzy Kedren, Jan Tzetzes, Maksym Planudes.
Druga grupa, znajdująca się w pochodzących z XVII wieku ekscerptach Salmazjusza i dlatego nazwana salmazjańską, stanowi wyraźnie starszą warstwę Kroniki Antiochijczyka, pochodzącą z VII wieku. Ujęta w potocznym języku ludowym, stanowi przykład typowej kroniki bizantyńskiej, co niektórym badaczom nasunęło myśl, że może pochodzić od innego autora, nazwanego umownie Pseudo-Janem Antiochijczykiem. Z tekstów tej grupy korzystali Jerzy Monach, Symeon Magister i Logoteta, Leon Gramatyk i Konstantyn Manasses.
Pod imieniem Jana Antiochiczyka zachował się też w kodeksie palatyńskim obszerny Komentarz do Odysei (Hypòthesis).